# Nikola I., ruski car
Nikola I. Pavlovič (6. srpnja 1796. – 2. ožujka 1855.), ruski car od 1825. godine, kralj Poljske 1825. – 1831. i veliki vojvoda Finske od 1825. godine.

## Put do prijestolja
Nikola I. se rodio 6. srpnja 1796. Kako je u trenutku rođenja bio tek treći sin cara Pavla to mu je davalo samo minimalne šanse da postane car. Njegova sretna zvijezda je na kraju postala godina rođenja. Kako je imao samo godinu dana u trenutku smrti svoje bake Katarine Velike ona nije uspjela ugovoriti još jedno nesretno vjenčanje kao njegove starije braće. Njegov najstariji brat Aleksandar I. je imao dvije kćeri što su veoma brzo umrle. Nakon toga on više nije mogao zamisliti svoju ženu i praktički je usvojio brata Nikolu koji je bio 19 godina mlađi od njega. Njegov drugi stariji brat Konstantin svoju ženu nije mogao niti zamisliti tako da nikada nije niti imao djece. Kada se on na kraju poželio drugi put oženiti Aleksandar je kao uvjet postavio odustajanje od prava na krunu što on prihvaća. Tako je barem samo za dvor Nikola postao prestolonasljednik 1822. godine. Kada mu je najstariji brat umro on je poštujući zakon, a ne bratov red nasljeđivanja prvo proglasio Konstantina carem i tek nakon njegove javne abdikacije sam se okrunio 25. prosinca 1825. godine.

## Revolucije
Odmah dan nakon što je proglašen carem dolazi do Dekabrističke pobune. S pozivom na ruski ustav i Konstantina vojnici u Petrogradu su se odbili zakunuti na vjernost novom caru s nadom da će i druge jedinice podržati njihov potez. Za potpuno gušenje ove bune će trebati samo osam dana, ali mladome caru će ostati vječite psihičke posljedice. U strahu od novih revolucija nedugo po završetku Dekabrističke Nikola naređuje stvaranje tajne policije koja će postojati sve do 1880. godine. Kao što su ovi početni događaji vladavine bili iznenađenje tako novo nastupa 1830. godine u Poljskoj. Tada je ova zemlja bila parlamentarna monarhija u personalnoj uniji s Rusijom. To tamošnjem stanovništvu nije bilo dovoljno pa dolazi do ustanka tijekom kojega će preminuti tamošnji potkralj prije navedeni Konstantin. Ova revolucija će biti u potpunosti ugušena 1831. godine kada se ukida Poljska državnost i njen teritorij postaje ruska provincija. Ovo kućno testiranje careve odlučnosti ga je bilo veoma dobro pripremilo za europsku revolucionarnu 1848. godinu. Kako Franjo Josip I. nije uspio ugušiti revoluciju u Mađarskoj ruske trupe su to učinile namjesto njega 1849. godine. Ostatak vladavine Nikole prolazi bez revolucija ili buna u državi pod čeličnom kontrolom tajne službe.

## Ratovi
Grčka buna za nezavisnost je bila počela još 1821. godine. S nikad upitnim simpatija pravoslavne Rusije prema pravoslavnoj Grčkoj pitanju njenog ulaska u rat je bilo na dnevnom redu još 1825. godine. Tada je to spriječila smrt Aleksandra i kasniji nemiri. Želeći izbjeći unilateralnu akciju Nikola postiže dogovor s Velikom Britanijom i Francuskom za zajedničku pomorsku akciju. Ona nakon postignutog dogovara je pokrenuta 1827. godine. Njen vrhunac tada postaje te iste godine pomorska bitka Navarina gdje su snage saveznika potukle mornaricu poslanu od sultana. Kao odgovor na taj očito neprijateljski potez Osmansko carstvo ubrzo zatvara Bospor za ruske brodove što postaje razlog Petrogradu da objavi rat sljedeće godine. Prva godina ratovanja s carem na bojnom polju prolazi bez uspjehe, tako da do pobjede dolazi tek sljedeće godine carevim odlaskom kući. Te 1829. godine ruski zapovjednik se odlučuje za direktni napad na Istanbul. On s armijom na svojem putu zaobilazi sve protivničke utvrde došavši tako na manje od 70 kilometara od svoga cilja. Tada je Osmansko carstvo zatražilo mir putem kojega će darovati autonomiju Grčkoj i Srbiji koje tada imaju obnovu svoje državnosti. 
Novi rusko-osmanski rat poznat u cijeloj Europi pod imenom krimski će početi 1853. godine. Osnovni razlog za njega se našao u diplomatskoj uvredi Istanbula koji u međunarodnom dogovoru izabire Pariz iznad Petrograda. Glavni pokušaj sporazuma europskih sila koje su željele spriječiti rat otpada zbog osmanskog odbijanja nakon čega mir više nije imao šanse. Očekivanja Nikole da će u najgorem slučaju ratovati protiv Francuske i Osmanlija su bila razočarana kada prvobitno navodno neutralna Velika Britanija objavljuje rat. Ubrzo potom ovom ratu će se na strani ruskih protivnika pridružiti i kraljevina Sardinija dok će Austrija zadržati proturusko stajalište bez ulaska u rat. Tu izdaju kao zahvalnost na spas iz 1849. godine Rusija do ukidanja monarhije neće nikada zaboraviti. Jedini uspjeh ovih saveznika je bilo osvajanje grada Sevastopola i to tek nakon što je više od 50 posto branitelja bilo izbačeno iz borbe. Zahvaljući sličnoj požrtvovanosti rusa nekoliko drugih savezničkih pokušaja desanta u Azovskom i Bijelom moru je bilo odbačeno.

## Ostavština
Nikola I. je u svim zapadnim povijesnim izvorima prikazan veoma negativno kao žestoki konzervativac koji se protivio "demokratskim" promjenama. Jednu veoma važnu stvar u takvim povjesnim izjavama kritičari uvijek zaboravljaju. Nikola I. je bio jedini monarh tadašnje kontinentalne sile koji u razdoblju između pada Napoleona i 1850. godine nikada nije izgubio vlast. Kralj Španjolske Ferdinand VII. je vraćen na vlast 1823. tek francuskom invazijom. S druge strane njihovi kraljevi su bili oboreni revolucijom 1830. i 1848. godine. Ferdinand I. od Austrije je bio oboren 1848., a pruski kralj te godine je gubi kontrolu nad Berlinom. 
Svojom unutrašnjom politikom slavljenja pravoslavlja i ruskog nacionalizma on je dao preduvjete za nastanak danas u cijelom svijetu hvaljenih ruskih pisaca iz XIX stoljeća. U skladu s takvom politikom država tijekom njegove vladavine napokon počinje ulagati u svoje školstvo što ostavlja nepobitan trag na buduće generacije. Također u ovo doba spada i gradnja prve željeznice koja je 1851. godine povezala Moskvu i Petrograd.
Nikola I. umire 2. ožujka 1855. ostavljajući svome sinu Aleksandru II.   u nasljedstvo Krimski rat.
| Prethodnik: | ruski car | Nasljednik:    |
| Konstantin  | ruski car | Aleksandar II. |